# Syneches subdeficiens
Syneches subdeficiens är en tvåvingeart som beskrevs av Frey 1938. Syneches subdeficiens ingår i släktet Syneches och familjen puckeldansflugor. Inga underarter finns listade i Catalogue of Life.